# Sun River Terrace
Sun River Terrace est un village du comté de Kankakee, dans l'Illinois, aux États-Unis. Il est incorporé le 18 août 1880. Lors du recensement de 2010, la ville comptait une population de 554 habitants.

## Source de la traduction
- (en) Cet article est partiellement ou en totalité issu de l’article de Wikipédia en anglais intitulé « Sun River Terrace, Illinois » (voir la liste des auteurs).